# اینفوپنکی
اینفوپانکی، (به انگلیسی: Infopankki) یک وب سایت چند زبانه است که اطلاعات مهمی  برای افرادی،  که در نظر دارند به فنلاند مهاجرت کنند،  یا افرادی که در فنلاند زندگی می‌کنند، جمع آوری می‌کند. همچنین این وب سایت، خدمات خود را به کارمندان و مقامات اداری، جهت اطلاع رسانی به زبان‌های مختلف، ارائه می‌کند. کاربران Infopankki اطلاعات قابل اعتمادی را به زبان خود، درباره مهاجرت به فنلاند، کار، تحصیل، سکونت، آموزش، سلامت، خانواده، شرایط توام با مشکلات و اوقات فراغت، می‌یابند.
این وب سایت حاوی پیوندهای متعددی به بیرون و به وب سایت‌های مقامات و ادارات و سازمان‌های مختلف است. کاربران، با انتخاب گزینه اطلاعات بومی، در ستون سمت چپ، لینک‌هایی را می‌یابند که آن‌ها را به اطلاعات مربوط به شهرستان‌های مورد نظر شان هدایت می‌کنند. پس از ورود کاربران به وب سایت شهرستان مورد نظر، لینک‌های مربوط به اطلاعات اولیه درباره موضوع مد نظر آن‌ها نشان داده می‌شوند.
ارائه خدمات به زبان‌های فنلاند، سوئدی، انگلیسی روسی، استونیایی، فرانسوی، صربی، کرواتی، سومالیایی، اسپانیایی، ترکی، آلبانیایی، چینی، کردی، فارسی و عربی می‌باشد. اطلاعات موجود به زبان‌های مختلف غیر از زبان‌های صربی و کرواتی، آلبانیایی و کردی، مشابه هم است.
شهرستان‌های عضو Infopankki عبارتند از هلسینکی (Helsinki)، اسپو (Espoo)، وانتاآ (Vantaa)، کااونیاینن (Kauniainen)، تورکو (Turku)، تامپره (Tampere)، میکلی (Mikkeli)، اوولو(oulu)، و روانیمی(Rovaniemi).

## تاریخچه
وب سایت خدماتی Infopankki در مرکز فرهنگ هلسینکی و در نتیجه همکاری‌های مرکز فرهنگی بین‌المللی کایسا (Caisa) و کتابخانه هلسینکی و در پروژه‌ای تحت عنوان Avoin oppimiskeskus-projekti (۲۰۰۳ – ۲۰۰۱)، ایجاد شد.
در سال ۲۰۱۲، Infopankki از تحت نظارت مرکز فرهنگ خارج شده، و به مرکز اداری ارتباطات شهرستان هلسینکی پیوست. در عین حال فعالیت Infopankki در مورد هلسینکی، از یک پروژه موقتی به یک فعالیت خدماتی ثابت تبدیل شد.

## اخبار
در وب سایت Infopankki اخباری منتشر می‌شود که در سرتاسر کشور جالب توجه می‌باشند. اخبار مربوط به منطقه هلسینکی و اطلاعیه‌های Infopankki در بخش ویژه آنها جمع آوری می‌شوند. تمامی اخبار در صفحه اصلی هر زبان قابل روئیت هستند.

## نظارت و رسیدگی به این وب سایت
وب سایت Infopankki تحت مدیریت و نظارت شهرداری هلسینکی می‌باشند. مسئولیت بخشهای مربوط به مهاجرت به فنلاند، زندگی در فنلاند و اطلاعاتی درباره فنلاند و همچنین به روز کردن اطلاعات مربوط به هلسینکی (Helsinki)، اسپو(Espoo)، وانتاآ (Vantaa) و کاآونیاینن (Kauniainen) با بخش Infopankki است. بخش مدیریت مربوط به دیگر شهرستانهای عضو، مسئولیت نظارت و مدیریت بر وب سایتهای شهرستانهای خود را دارا می‌باشند
درخواست دوره‌های آموزشی فنلاندی و سوئدی، جزو خدمات Infopankki می‌باشد. نحوه درخواست دوره‌های آموزشی با مراجعه به وب سایت www.finnishcourses.fi
قرارداد پنج ساله عقد شده مابین دولت و شهرداری‌ها (۲۰۱۳ – ۲۰۰۹) پیشرفت وب سایت Infopankki را امکان پذیر ساخته است. شرکای کمک‌های مالی دولت عبارتند از وزارت کشور، وزارت کار و بازرگانی، وزارت فرهنگ و آموزش، اداره بیمه بازنشستگی ملی (Kela) و وزارت خزانه داری. مسئولیت بخش‌های مربوط به شهرستانها با شهرستانهای عضو می‌باشد.